# Royal Christmas Message
King's Christmas Message (eller Queen's Christmas Message beroende på vem som för tillfället är brittisk monark) är ett tal som varje jul hålls av Storbritanniens monark. Traditionen började 1932 i radio, då kung Georg V talade över British Broadcasting Corporation Empire Service. I dag sänds talet i radio, TV och Internet.

### Fotnoter
1. ↑  ”A history of Christmas Broadcasts” (på engelska). Royal Household. Arkiverad från originalet den 19 april 2009. https://web.archive.org/web/20090419170751/http://www.royal.gov.uk/ImagesandBroadcasts/TheQueensChristmasBroadcasts/AhistoryofChristmasBroadcasts.aspx. Läst 18 december 2015.